# Верх-Канарай
Верх-Канарай— деревня в Тасеевском районе Красноярского края в составе Суховского сельсовета.

## География
Находится в примерно  в  34 километрах по прямой на юго-запад от районного центра села Тасеево.

## Климат
Климат рассматриваемого района резко континентальный. Средняя температура воздуха наиболее холодного месяца –-23°С. Абсолютный минимум температур  – -57°С. Средняя температура воздуха наиболее жаркого месяца +17,7°С. Средняя максимальная +24,1°С. Средняя годовая температура -2.6°С. Продолжительность устойчивых морозов  - 138 суток. Продолжительность безморозного периода: наибольшая -108 суток, средняя - 60 суток. Продолжительность периода со среднесуточной температурой менее 10°С – 268 дней. Осенний период в рассматриваемом районе довольно короткий — уже 18 октября происходит переход среднесуточных температур через 0°С к отрицательным значениям. Летний сезон, когда среднесуточные температуры превышают 10˚С, начинается во второй декаде мая и продолжается до 10 сентября. Проникновение арктических масс воздуха вглубь материка часто вызывает возвратные заморозки в июне.

## История
В советское время работал колхоз «Новый Строитель». Под прежним наименованием и в виде иной финансово-хозяйственной формы работал с 1995 по 2016 год.

## Население
Постоянное население составляло 80 человек в 2002 году (85% русские),  31 в 2010. 2023 год население 5 человек